# Profronde van Etten-Leur
De Wielerprofronde van Etten-Leur is een Nederlands wielercriterium in Etten-Leur dat in augustus wordt gehouden. Het werd voor het eerst georganiseerd in 2007.